# Gurgler Ferner
De Gurgler Ferner is een gletsjer in de Ötztaler Alpen in het Oostenrijkse Tirol. De Gurgler Ferner strekt zich uit over een oppervlakte van 9,58 km² en is daarmee na de Gepatschferner en de Mittelbergferner pas de op twee na grootste gletsjer van Tirol, mede doordat laatstgenoemde gletsjers de afgelopen jaren minder geleden hebben onder gletsjerteruggang.

## Ligging en vorm
De Gurgler Ferner is een typische dalgletsjer en strekt zich uit over een lengte van acht kilometer zuidwaarts op de Gurglkam, die deel uitmaakt van de hoofdkam van de Alpen. De Gurgler Ferner ligt ingebed tussen de Ramolkam met de Schalfkogel in het westen en de Schwärzenkam in het oosten. Op de rechteroever van de gletsjer is het Hochwildehaus gelegen. De gletsjer ontwatert via de Gurgler Ache en verder via de Ötztaler Ache.

## Geschiedenis

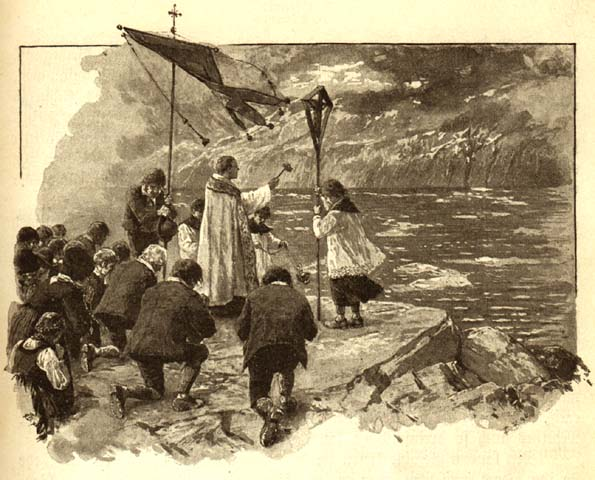
Processie naar de Steinerner Tisch

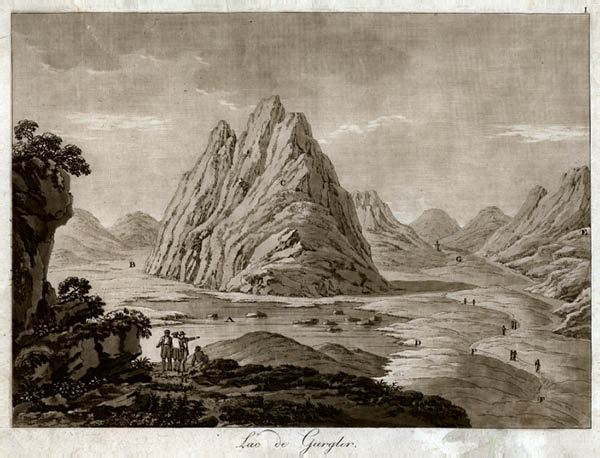
Het ijsmeer Gurgler Eissee in 1770

Naast de nog beruchtere Vernagtferner was ook de Gurgler Ferner gevreesd in het Ötztal vanwege zijn gletsjermeeruitbraken gevreesd. Toen het ijs van de gletsjer tot bij de Langtalereck reikte, stuwde het ijs het water afkomstig van de verder oostelijk gelegen Langtaler Ferner op en ontstond er de Gurgler Eissee of Gurgler Lacke, een meer met een oppervlakte van 4 km². In 1717 en 1770 zorgde de doorbraak van dit water door de ijswal en het daarop leeglopen van het meer voor grote verwoestingen in het Gurgler Tal en het Ötztal.
In 1931 kwam de Gurgler Ferner positief in het nieuws. Op 27 mei van dat jaar landde de Zwitserse geleerde Auguste Piccard samen met zijn assistent op de Gurgler Ferner na het hoogterecord ballonvaren te hebben verbroken.